# Klas Havrén
Klas Petter Havrén, född 16 december 1859 i Hablingbo församling, Gotlands län, död 24 juli 1940 i Fardhems församling, Gotlands län, var en svensk präst.

## Biografi
Havrén var son till hemmansägare Olof Hansson och Margaretha Maria Klasdotter. Efter studier i Visby blev han student vid Uppsala universitet höstterminen 1882 och avlade teologisk-filosofisk examen den 30 maj 1884, teoretisk teologisk examen den 14 september 1886 samt praktisk teologisk examen den 11 december 1886. Havrén prästvigdes den 19 december 1886, blev  domkyrkoadjunkt i Visby 1 november 1888 och komminister i Östergarns församling den 17 augusti 1889 där han tillträdde den 1 maj 1891. Han blev kyrkoherde i Fardhems församling 1894 där han tillträdde den 1 maj 1896. Havrén blev prost den 21 mars 1928 och emeritus den 1 maj 1933.
Havrén gifte sig den 17 april 1900 med Karolina Ulrika Amalia Landström (född 5 augusti 1873 i Västergarn), dotter till sjömanshusombudsmannen Karl Petter Herman Landström och Selma Margareta Westberg. Han är far till prästen Olof Havrén (1901-1980), ämneslärarinnan Anna (född 20 juni 1903 i Fardhem liksom sina syskon), skolkökslärarinnan Maria (född 29 januari 1907) och sjuksköterskan i Stockholm, Katarina Havrén (född 26 april 1909)

## Utmärkelser
- Ledamot av Vasaorden (LVO) 1919